# Gopinathpur
Gopinathpur è una suddivisione dell'India, classificata come census town, di 4.983 abitanti, situata nel distretto di Bardhaman, nello stato federato del Bengala Occidentale. In base al numero di abitanti la città rientra nella classe VI (meno di 5.000 persone).

## Geografia fisica
La città è situata a 22° 48' 56 N e 88° 3' 10 E e ha un'altitudine di 16 m s.l.m..

## Società

### Evoluzione demografica
Al censimento del 2001 la popolazione di Gopinathpur assommava a 4.983 persone, delle quali 2.646 maschi e 2.337 femmine. I bambini di età inferiore o uguale ai sei anni assommavano a 586, dei quali 320 maschi e 266 femmine. Infine, coloro che erano in grado di saper almeno leggere e scrivere erano 3.403, dei quali 1.961 maschi e 1.442 femmine.